# سرجیو چلیبیداکه
سرجیو چلیبیداکه (به رومانیایی: Sergiu Celibidache)‏ (رومانیایی: [ˈserd͡ʒju t͡ʃelibiˈdake]) (۱۱ ژوئیهٔ ۱۹۱۲ – ۱۴ اوت ۱۹۹۶) رهبر ارکستر، آهنگ‌ساز، مدرس موسیقی و استاد دانشگاه اهل رومانی بود.
او مدتی رهبرِ برخی از ارکسترهای مشهور اروپا همچون «فیلارمونیک مونیخ»، «فیلارمونیک برلین» و «ارکستر سمفونی سیسیل» بود و بعدها مدرس موسیقی در دانشگاه یوهانس گوتنبرگ و مؤسسه موسیقی کرتیس شد.
او تا زمانی که زنده بود اجازه نداد هیچ‌کدام از آثارش به‌طور تجاری منتشر شود، چرا که معتقد بود شنونده در خارج از تالارِ اختصاصیِ موسیقی، «تجربه و احساس متعالی» موسیقی را درک نخواهد کرد.
او یکی از مفسّران مشهور موسیقی کلاسیک محسوب می‌شود و شهرتش به‌واسطهٔ اجراهای باروح و سرزنده‌ای است که ریشه در مطالعات و تجربیات شخصی او در مکتب «ذِن» دارد.
او بعدها به تبعیض و به‌ویژه تبعیض جنسیتی متهم شد و حدود ۱۲ سال درگیر کارهای دادگاهی و حقوقی آن بود.